# 湘南ジャーナル社
湘南ジャーナル社（しょうなんジャーナルしゃ）は、神奈川県にある出版社。地域情報紙『湘南ジャーナル』を出版している。1973年に『湘南ジャーナル』を日本初のカラー版地域ジャーナル紙として出版した。
2010年4月、「湘南ホームジャーナル」から「湘南ジャーナル」へ媒体名を変更。同年には湘南ベルマーレ2010オフィシャルクラブパートナーに参加した。
現在は平塚市と大磯町と二宮町の全域、および、秦野市と伊勢原市の一部に湘南ジャーナルを配布。配布部数は約105,500部。
2019年より、デジタル事業に加え、国内外のビジネスコンサルティング業務や教育事業なども開始。